# Argumentum ad absurdum

Argumentum ad absurdum sau reductio ad absurdum, dovedirea adevărului unei propoziții prin demonstarea faptului că acceptarea adevărului propoziției contrare sau contradictorii duce la consecințe absurde. La baza argumentării prin reducerea la absurd stă principiul terțului exclus.
Este folosit frecvent în demonstrație matematică, în special în geometrie.